# Град (ъгъл)
Вижте пояснителната страница за други значения на Град.
Грáдът (на френски: grade, вариант на gradus) е метрична единица за измерване на равнинен (плосък) ъгъл, представляваща 1/400 част от пълния кръг.
Използва се основно в геодезията и геодезичните уреди. В Германия, Швеция и някои други северни европейски страни се използва названието гон (gon – на гръцки: γονία – ъгъл).
Град е 1/100 (една стотна) част от правия ъгъл. Обозначава се с g.

## Връзка с други единици
Съотношението на грáда с другите единици за измерване на ъгли се описва с формулата:
- 1g = 0,9° = {\displaystyle {\frac {1}{400}}} оборота = {\displaystyle {\frac {\pi }{200}}} радиана

По аналогия с градусите грáдът се дели на сантигради (c) и сантисантигради (cc) – в един град има 100 сантиграда, в сантиграда – 100 сантисантиграда.